# Urmeniș (okręg Marmarosz)
Urmeniș – wieś w Rumunii, w okręgu Marmarosz, w gminie Băița de sub Codru. W 2011 roku liczyła 325 mieszkańców.